# ハナキン桜庭編集部
『ハナキン桜庭編集部』（ハナキンさくらばへんしゅうぶ）とは、エフエム秋田で毎週2006年9月1日から2021年3月26日まで毎週金曜日 18:00 - 18:55に放送したラジオ番組。パーソナリティは桜庭みさおを編集長とし、編集部員として椎名恵と真坂はづきが隔週で担当。（真坂は、2009年4月2日からの出演）

## 概要
毎週秋田県内から様々なゲストを招いてのトークコーナー、編集長の食の知識コーナー、聞くだけでお得なサービスが受けられる「きクーポン」コーナーなどを放送する情報バラエティ番組。リクエストは受け付けていない。ユーストリームでのネット生中継（著作権の関係で映像のみ）やツイッターなども導入。
以前は毎回テーマを設けてリスナーからメッセージを募集していたが、現在はフリーテーマで募集している。
2012年7月27日放送より、秋田市中通一丁目のエリアなかいちのにぎわい交流館AU１階にあるサテライトスタジオ（通称・スタジオなかいち）から公開生放送を行っている。以前はエフエム秋田本社のスタジオから生放送を行っていた。
2016年12月2日より、生放送中のスタジオの映像が秋田ケーブルテレビの「CNA12 スポーツ&カルチャー」でも放送されている（「気分屋食堂」と同時期に開始）。

## 番組コーナー
- Headline

2013年1月開始。一週間に起きたニュースをひとつ取り上げ、トークを繰り広げる。番組オープニング直後に放送。
- ゲストを招いてのトークコーナー
- 週替わりコーナー（2013年1月より順次開始。番組中盤に放送）
  - 編集長の、さしすせそ
  - Hey!Say!はづき
  - 胸キュンシネマ
- 今週の「きクーポン」情報